# 16 Biggest Hits (álbum de Charlie Daniels)
16 Biggest Hits es un álbum de grandes éxitos del músico estadounidense Charlie Daniels, lanzado por el sello Legacy Recordings el 12 de septiembre de 2006. Jason Birchmeier de Allmusic le dio cuatro estrellas y media y mencionó que «interpreta la historia misma [de Charlie Daniels]».

## Lista de canciones
1. «Uneasy Rider» (Charlie Daniels) – 5:20
2. «The South's Gonna Do It» (Daniels) – 3:59
3. «Trudy» (Daniels) – 4:51
4. «Long Haired Country Boy» (Daniels) – 4:03
5. «Midnight Wind» (Tom Crain, Daniels, Taz DiGregorio, Fred Edwards, Charles Hayward, James W. Marshall) – 3:19
6. «The Devil Went Down to Georgia» (Crain, Daniels, DiGregorio, Edwards, Hayward, Marshall) – 3:36
7. «Reflections» (Crain, Daniels, DiGregorio, Edwards, Hayward, Marshall) – 5:26
8. «The Legend of Wooley Swamp» (Crain, Daniels, DiGregorio, Edwards, Hayward, Marshall) – 4:17
9. «Carolina (I Remember You)» (Crain, Daniels, DiGregorio, Edwards, Hayward, Marshall) – 5:12
10. «In America» (Crain, Daniels, DiGregorio, Edwards, Hayward, Marshall) – 3:20
11. «Still in Saigon» (Dan Daley) – 3:53
12. «Drinkin' My Baby Goodbye» (Daniels) – 3:41
13. «Cowboy Hat in Dallas» (Crain, Daniels, DiGregorio, Jack Gavin, Hayward) – 4:30
14. «Boogie Woogie Fiddle Country Blues» (Crain, Daniels, DiGregorio, Gavin, Hayward) – 3:27
15. «Simple Man» (Daniels, DiGregorio, Gavin, Hayward) – 3:25
16. «(What This World Needs Is) A Few More Rednecks» (Daniels, DiGregorio, Gavin, Hayward) – 3:42

- Fuentes:[1][2]

## Posicionamiento en lista
| Lista (2006–2007)                           | Posición |
| ------------------------------------------- | -------- |
| Estados Unidos Billboard Top Country Albums | 68       |